# Võru (ancienne commune)
Pour les articles homonymes, voir Võru (homonymie).

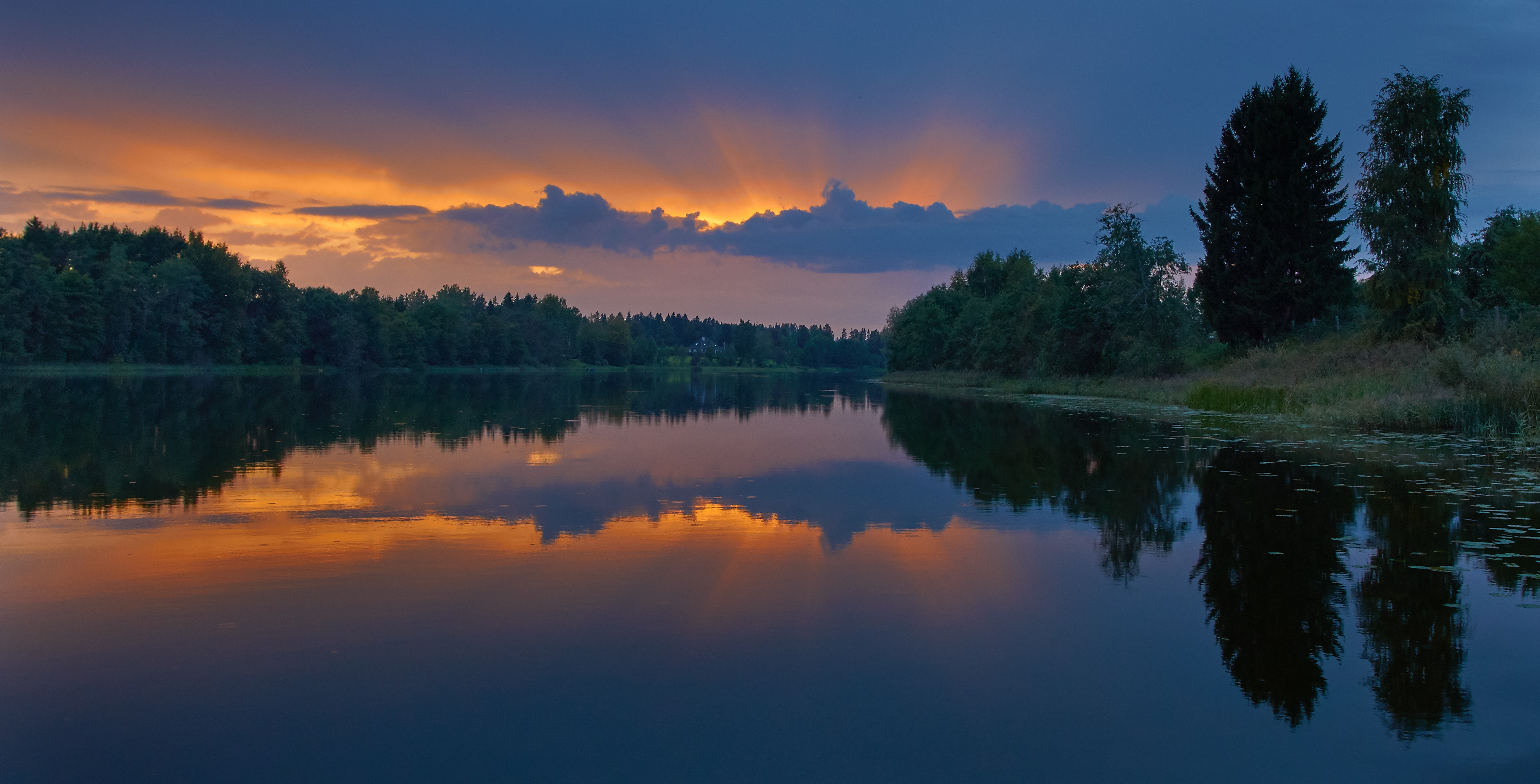
Un paysage de la commune

Võru (en estonien : Võru vald) est une ancienne commune rurale située dans le comté de Võru en Estonie. En 2012, la population s'élevait à 4 829 habitants.

## Géographie

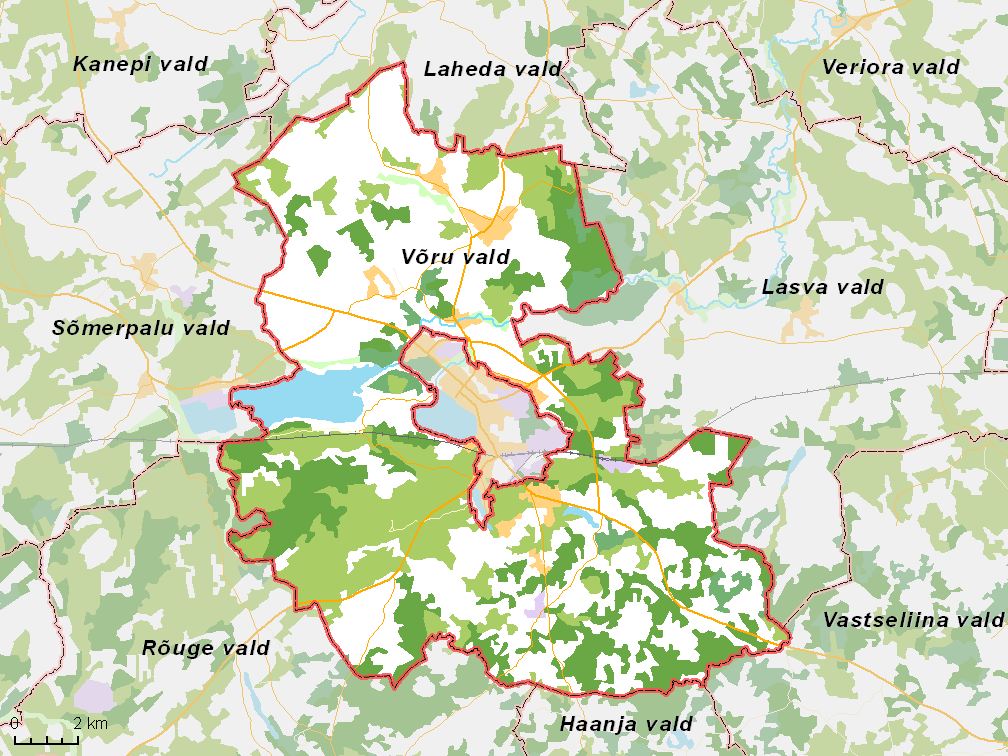
Carte de l'ancienne commune de Võru.

La commune s'étendait sur une superficie de 202,23 km2 dans le nord du comté. La ville du même nom était enclavée au milieu de son territoire.
Elle comprenait trois bourgs, Kose, Parksepa et Väimela, ainsi que les villages de Hannuste, Juba, Kasaritsa, Kirumpää, Kolepi, Koloreino, Kusma, Kärnamäe, Käätso, Lapi, Lompka, Loosu, Meegomäe, Meeliku, Mõisamäe, Mõksi, Navi, Nooska, Palometsa, Puiga, Raiste, Raudsepa, Roosisaare, Räpo, Sika, Tagaküla, Tootsi, Umbsaare, Vagula, Väiso, Vana-Nursi, Verijärve, Võlsi, Võrumõisa et Võrusoo.

## Histoire
Sous l'Empire russe, elle fait partie du gouvernement de Livonie .
À la suite de la réorganisation administrative d'octobre 2017, elle fusionne avec Lasva, Orava, Sõmerpalu et Vastseliina pour former la nouvelle commune de Võru.